# Grotenburg-Stadion

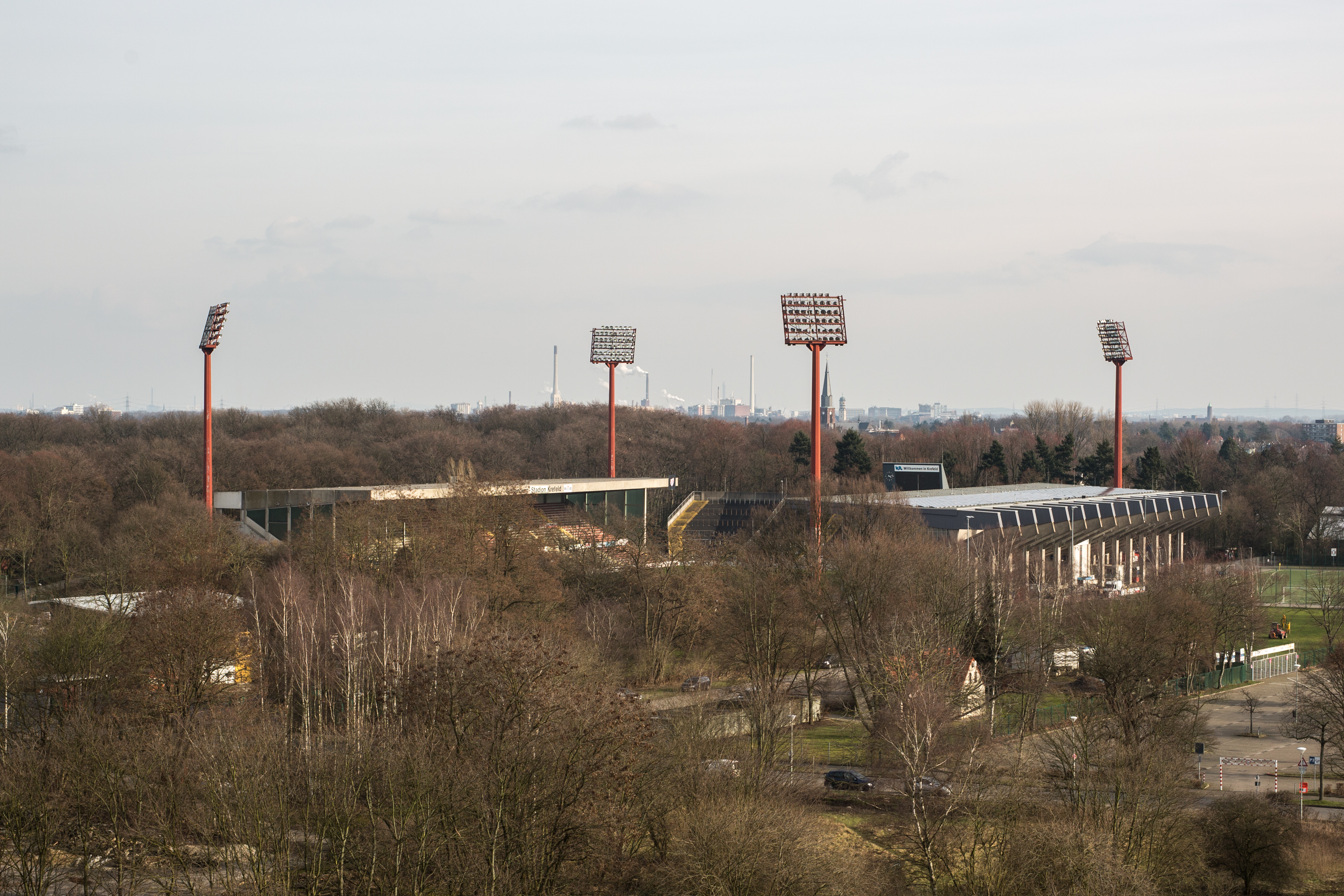
Grotenburg-Stadion

Das Grotenburg-Stadion, ehemals als Grotenburg-Kampfbahn bekannt, ist ein Fußballstadion im Krefelder Stadtteil Bockum. Es beheimatet seit 1971 den Fußballverein KFC Uerdingen 05 (bis 1995: FC Bayer 05 Uerdingen). Seit 2023 ist das Stadion zudem Heimspielstätte des American-Football-Vereins Krefeld Ravens.
Die Grotenburg, wie sie umgangssprachlich genannt wird, bietet mit ihren 9.943 überdachten Sitzplätzen, 4.485 überdachten Stehplätzen und 20.072 nicht überdachten Stehplätzen insgesamt 34.500 Zuschauern Platz. Die Stehplätze sind aktuell nur teilweise nutzbar. Der Krefelder Zoo grenzt direkt an das Stadiongelände.

## Geschichte
Erbaut wurde das Stadion im Jahr 1927. Viele Jahre fasste es 18.000 Zuschauer, im Jahr 1975 erfolgte der Bau der Neuen Tribüne, der heutigen Südtribüne. Die kombinierte Steh- und Sitzplatztribüne fasste 4.000 Zuschauer, so dass die Gesamtkapazität der Grotenburg auf 22.000 Zuschauer anstieg. Gleich zur Eröffnung der neuen Tribüne gab es auch einen neuen Zuschauerrekord in der Grotenburg: 22.000 Zuschauer sahen am 22. Juli 1975 den 6:0-Sieg gegen den FK Pirmasens. Damit stieg Bayer 05 Uerdingen zum ersten Mal in die Fußball-Bundesliga auf.
1979 wurde die Westkurve mit weiteren Stehplätzen aufgestockt, so dass nun bis zu 28.000 Zuschauer die Spiele in der Grotenburg verfolgen konnten. Mit 28.000 Zuschauern ausverkauft war die Grotenburg u. a. am 16. April 1986 beim Europapokalhalbfinale Uerdingen gegen Atlético Madrid (2:3). In der Sommerpause 1986 wurde die Alte Tribüne an der Nordseite niedergelegt und durch eine 6.000 Zuschauer fassende reine Sitztribüne ersetzt. Gleichzeitig wurde der erste Teil der neuen Ostkurve errichtet, so dass nun 30.500 Zuschauer in die Grotenburg passten (so auch beim UEFA-Pokal-Spiel Uerdingen gegen den FC Barcelona am 26. November 1986). Nach Vervollständigung der Ostkurve fasste das Stadion 35.000 Zuschauer, nach der Errichtung der neuen Anzeigetafel auf der Ostseite wurde das Fassungsvermögen auf 34.500 korrigiert. Zum letzten Mal ausverkauft war die Grotenburg am 5. November 1994 beim Bundesliga-Spiel gegen den FC Bayern München (1:1). Als Bayern München dann 2006 wieder zu einem Freundschaftsspiel gegen die Krefelder antrat, wurden 18.886 Zuschauer gezählt (0:4).
In den folgenden Jahren stieg der KFC Uerdingen gleich mehrere Ligen ab und das Stadion wurde lange Zeit nur noch teilweise genutzt. Weder der Verein noch die Stadt Krefeld investierten in dieser Zeit in nötige Renovierungsarbeiten. Der Tiefpunkt war im Sommer 2013 erreicht, als die Stadt sämtliche Stehplätze aufgrund von falsch angebrachten Wellenbrechern sperrte. Als Notbehelf wurde die zu diesem Zeitpunkt ungenutzte und weitgehend verfallene Westtribüne wieder hergerichtet.
Am 12. April 2018 genehmigte der Krefelder Stadtrat die Sanierung der Spielstätte des KFC. Es wurden 1,07 Mio. Euro als Sofortmaßnahme bewilligt, um den weiteren Spielbetrieb zu sichern. Ob weitere Gelder bewilligt werden, ist noch unklar. Hinzu kommen 250.000 Euro für Planungskosten für die weitere Sanierung der Grotenburg. Als erstes sollen die Blitzschutz- und Flutlichtanlage sowie die Notstromversorgung modernisiert werden. Des Weiteren werden Malerarbeiten im Außenbereich und Arbeiten an den Parkplätzen durchgeführt. Durch den Aufstieg aus der Fußball-Regionalliga West in die 3. Fußball-Liga muss weiter in die Spielstätte investiert werden. Schätzungen gehen von weiteren sieben Mio. Euro Renovierungskosten aus. Dazu wurde im März 2018 ein detaillierter Finanzierungsplan aufgestellt. Ob und wie sich der Verein an den Kosten beteiligt, ist noch nicht geklärt. Eine Möglichkeit wäre die Zahlung einer Stadionmiete. Während der Umbauzeit in der Saison 2018/19 trug der KFC Uerdingen seine Heimspiele in der Duisburger Schauinsland-Reisen-Arena aus.
Nach Informationen des WDR vom 17. Oktober 2018 hat die Machbarkeitsstudie des Frankfurter Architekturbüros Albert Speer und Partner ergeben, dass die Grotenburg für die 3. bzw. 2. Liga saniert werden kann.
Ein Stadionneubau ist nicht geplant, da weder ein passendes Gelände vorhanden ist noch entsprechendes Baurecht existiert. Des Weiteren muss die Nachbarschaft zwischen Stadion und Zoo für beide Seiten zuverlässig geregelt und die Parkmöglichkeiten zur Zufriedenheit der Anwohner in Bockum geordnet werden.
Am 25. Oktober stellte die Stadt die Studie vor. Sie besagt, dass die Grotenburg für alle drei Profispielklassen umgebaut werden kann. Für die 3. Liga müssten die beiden Längstribünen im Norden und Süden saniert werden, um die 10.000 geforderten Plätze zu erreichen. Zu den Umbauten zählen des Weiteren zusätzliche Treppen für Rettungswege, die räumliche Trennung von Heim- und Gästefans, Installation einer Rasenheizung sowie die Verbesserung des Flutlichts. Insgesamt schätzt man die Kosten auf 10,5 Mio. Euro. Der Stadtrat hatte bereits im April des Jahres 8,7 Mio. Euro zugesichert. Für die 2. Liga müsste die Osttribüne neu errichtet werden. Damit würde die geforderte Gesamtkapazität von 15.000 Plätzen erreicht. Die Kosten hierfür werden auf sechs bis zehn Mio. Euro kalkuliert. Ein maximales Fassungsvermögen von 20.000 Zuschauern wäre möglich. Ein kompletter Neubau ist für die Stadt wenig sinnvoll. Es müsste zunächst Bauland gekauft und Baurechte geschaffen werden. Das gesamte Projekt würde fünf Jahre dauern. Die Umbauarbeiten wurden 2020 begonnen und sollen im Frühjahr 2022 abgeschlossen werden. Bis dahin wird der KFC Uerdingen seine Heimspiele weiter auswärts austragen müssen.
Am 26. November 2018 beschloss der Krefelder Stadtrat die Bereitstellung von zehn Mio. Euro zur Sanierung der Grotenburg. Dies gilt für den Dritte-Liga-Ausbau. Sollte der KFC in die 2. Liga aufsteigen, so müsste neu geplant werden, weil die Anforderungen dort deutlich höher sind. Dann soll sich, nach dem Willen der Stadt, auch der KFC Uerdingen an den Kosten beteiligen. Seit 2021 ist der Verein durch fehlende Finanzierung jedoch nur bedingt ligatauglich. Daran beteiligen sich auch die Grotenburg Supporters, eine Gruppe aus 450 Ehrenamtlichen Helfern, die es sich zum Ziel gemacht haben bei der Sanierung der Grotenburg zu unterstützen.
Zur Saison 2019/20 zog der KFC in die Düsseldorfer Merkur Spiel-Arena um. Die Spielzeit in der Fremde kostet den Verein ca. 1,6 Mio. Euro Stadionmiete. Auch in der Saison 2020/21 spielte der KFC durch Verzögerungen bei der Sanierung der Grotenburg und aufgrund des Brandes vom Krefelder Zoo zunächst in Düsseldorf. Da der Verein zum wiederholten Male die Miete nicht bezahlt hatte, untersagte der Betreiber im Januar 2021 die Austragung weiterer Spiele. Daraufhin mietete sich der KFC für seine restlichen 9 Heimspiele im Stadion am Lotter Kreuz in Lotte ein. Für die Saison 2021/22 wurde das Stadion Velbert in Velbert angemietet. Am 23. April 2022 fand mit dem vorletzten Heimspiel der Saison gegen den VfB Homberg das erste Spiel seit dem 5. Mai 2018 im Grotenburg-Stadion statt. Nach zwei aufeinanderfolgenden Abstiegen des KFC Uerdingen 05 spielt dieser in der Spielzeit 2022/23 in der Oberliga Niederrhein. Die erlaubte Kapazität des Stadions während der Renovierung betrug zunächst 2.000 Menschen und wurde im Laufe der Saison auf 2.500 erhöht.
In der Saison 2022 spielen die Footballer der Krefeld Ravens erstmals im Grotenburg-Stadion. Seit der Saison 2023 ist es das feste Heimstadion der Ravens. Die Spiele finden regelmäßig vor über 1000 Zuschauern statt. Das Team spielt 2025 in der German Football League 2.

## Sportliches
Am 27. September 1936 fand das bis heute einzige Fußball-Länderspiel der deutschen Nationalmannschaft der Männer in der Grotenburg statt. Deutschland schlug Luxemburg vor 18.000 Zuschauern mit 7:2.
Der damalige Regionalligist TuS Duisburg 48/99 wählte wegen der Konkurrenz in der eigenen Stadt in der Saison 1963/64 die Grotenburg-Kampfbahn als Heimspielstätte aus. Neben dem Fußball bot die Grotenburg auch dem Feldhandball eine Heimat: Der Feldhandballmeister der Spielzeiten 1965/66 und 1967/68 TV Oppum trug seine Spiele in diesem Stadion aus. Am 19. März 1986 war die Grotenburg der Schauplatz eines denkwürdigen Fußballspiels, als Bayer Uerdingen die als Wunder von der Grotenburg bekannt gewordene Wende im Europapokal der Pokalsieger gegen Dynamo Dresden erreichte und durch einen – aufgrund eines Halbzeitrückstands von 1:3 für unmöglich gehaltenen – 7:3-Sieg die 0:2-Hinspiel-Niederlage wettmachte und das Halbfinale im Europapokal erreichte.
Am 26. Oktober 2024 fand erstmals ein Länderspiel der deutschen American-Football-Nationalmannschaft im Grotenburg-Stadion statt. Im Rahmen der Qualifikation zur Europameisterschaft 2025 empfing Deutschland die Mannschaft Schwedens. Anfang März vergab die IFAF Europe auch das Final Four nach Krefeld. Dieses wird vom 25. bis 28. Oktober 2025, bis auf ein Spiel im Benrather Stadion in Düsseldorf, in Krefeld ausgetragen.

## Sonstiges
Neben der Weinbrennerei Dujardin in Uerdingen diente das Grotenburg-Stadion als Drehort für Sönke Wortmanns Film Das Wunder von Bern.

## Wichtige Spiele im Grotenburg-Stadion
- 27. Sep. 1936: Deutschland B – Luxemburg B 7:2 – (Männer-B-Länderspiel)
- 19. Mär. 1986: Bayer 05 Uerdingen – Dynamo Dresden 7:3 – (Viertelfinale im Europapokal der Pokalsieger 1985/86)
- 16. Apr. 1986: Bayer 05 Uerdingen – Atlético Madrid 2:3 – (Halbfinale im Europapokal der Pokalsieger 1985/86)
- 26. Nov. 1986: Bayer 05 Uerdingen – FC Barcelona 0:2 – (3. Runde im UEFA-Pokal 1986/87)
- 04. Juni 2006: Mazedonien – Türkei 1:0 – (Männer-Länderspiel)
- 03. Aug. 2006: Deutschland – Italien 5:0 – (Frauen-Länderspiel)
- 24. Mär. 2011: Deutschland – Türkei 2:0 – (U17-EM-Qualifikation)